# 木本くるみ
木本 くるみ（きもと くるみ、1995年12月9日 - ）は、日本の女性声優。オフィス・ティービー所属。熊本県出身。身長154cm。血液型はO型。
東海大学付属熊本星翔高等学校、アミューズメントメディア総合学院声優学科卒業。
2022年9月26日に木本 久留美から木本 くるみに改名。

## 来歴・人物
- 生まれた時間は4時56分[5]
- 趣味は抹茶の食べ比べ
- 特技は早起き
- 持っている資格は日本漢字能力検定準2級

## 出演

### テレビアニメ
- ラブライブ!サンシャイン!!（2017年、女子生徒）

### ゲーム
- 黒い砂漠（2015年）
- シノビナイトメア（2016年）
- 誰ガ為のアルケミスト（2017年、レガ）
- ダンジョンに出会いを求めるのは間違っているだろうか 〜メモリア・フレーゼ〜（2017年）
- モンスターストライク（2018年 - 2024年、フォイエン[6]、ルキウス・ティベリウス[7]、テセウスα[8]）
- 梦想养成计划（2020年、玖玖） ※中国テスト版、国内未リリース
- エゴエフェクト: フラクタス（2021年）

### 吹き替え

#### 映画
- インパクト・アース（ドイツ語版）（2015年）

#### アニメ
- バービー: ドルフィン・マジック（2017年、アイラ）
- デュードロップ・ダイアリーズ（2023年）

#### ボイスオーバー
- アラスカ・メガマシン（2017年、クリステンOC）

### ナレーション
- サッポロ 麦とホップ Platinum Clear
- ミツカン カンタン黒酢「鶏の黒酢照り焼き」の作り方【ミツカン公式】（2017年）
- au オンライン スマホ活用講座
  - iPhone入門編（2020年）
  - iPhone活用編（2020年）
  - Androidスマホ入門編（2020年）
  - Androidスマホ活用編（2020年）
  - 初期設定Android編（2021年）
  - 初期設定iPhone編（2021年）
  - 初期設定UQ mobile編（2021年）
  - LINEの使い方 Androidスマホ編（2021年）
  - LINEの使い方 iPhone編（2021年）
- ボシュロム 2分でわかる！「滴るレンズ（*1*2*3*4）」ってなに？（2022年）
- ENEOS 仙台製油所紹介動画②（2023年）
- リンメル 
  - 『ずる甘シャドウ』と『濃蜜リップ』（2023年）
  - 『欲ばりマットシャドウ』（2023年）
  - 『桃色ブラウンシャドウ』と『木苺ピンクリップ』（2024年）
- イオン 『イオンのクリスマス おトクなセット割』（2023年）
- 東京都島しょ農林水産総合センター 東京アイランドFarmers ～島しょ地域での就農～（2024年）

### CM
- ヤヨイ化学 テレビＣＭ 「心ときめく、きっかけを。」篇（2025年、母親）

### ラジオ
- P刊ストリート（2013年、RKKラジオ）
- YABAらじ（2013年、RKKラジオ）

## ディスコグラフィ

### キャラクターソング
| 発売日        | 商品名                  | 歌                       | 楽曲                       | 備考                                                             |
| ------------- | ----------------------- | ------------------------ | -------------------------- | ---------------------------------------------------------------- |
| 2018年1月31日 | Journey to the Sunshine | Aqoursと浦の星の仲間たち | 「勇気はどこに?君の胸に!」 | テレビアニメ『ラブライブ!サンシャイン!!』第2期エンディングテーマ |

### ユニットメンバー
1. ↑  高海千歌（伊波杏樹）、桜内梨子（逢田梨香子）、松浦果南（諏訪ななか）、黒澤ダイヤ（小宮有紗）、渡辺曜（斉藤朱夏）、津島善子（小林愛香）、国木田花丸（高槻かなこ）、小原鞠莉（鈴木愛奈）、黒澤ルビィ（降幡愛）
2. ↑  高海志満（阿澄佳奈）、高海美渡（伊藤かな恵）、よしみ（松田利冴）、いつき（金元寿子）、むつ（芹澤優）、しいたけ（麦穂あんな）、解答者A（山北早紀）、解答者B（千本木彩花）、その他女子生徒（三宅晴佳、嶺内ともみ、小松奈生子、岡咲美保、続木友子、小野寺瑠奈、原口祥子、米山明日美、二ノ宮愛子、樋口桃、木本久留美、成岡正江、小田果林、内田愛美、森永たえこ）